# Jacques Alexandre Bixio
Jacques Alexandre Bixio, nato Giacomo Alessandro Bixio (Chiavari, 20 novembre 1808 – Parigi, 16 dicembre 1865), è stato un pubblicista e politico italiano naturalizzato francese, fratello del patriota italiano Nino Bixio.

## Biografia
Figlio terzogenito di Tommaso Bixio e Colomba Caffarelli, nacque a Chiavari nell'allora dipartimento degli Appennini del Primo Impero francese. Dalla madre venne affidato al sottoprefetto di Chiavari Alessandro Stechs, che portò con se il giovane dapprima a Metz e poi a Parigi permettendogli di studiare nel prestigioso collegio di St. Barbe e poi di laurearsi in medicina. Durante la Rivoluzione di luglio del 1830 si distingue per il coraggio nei combattimenti a favore del nuovo regime. Negli anni seguenti diede alle stampe numerose pubblicazioni dedicate allo sviluppo dell'agricoltura, aprendo anche una libreria dedicata all'argomento.

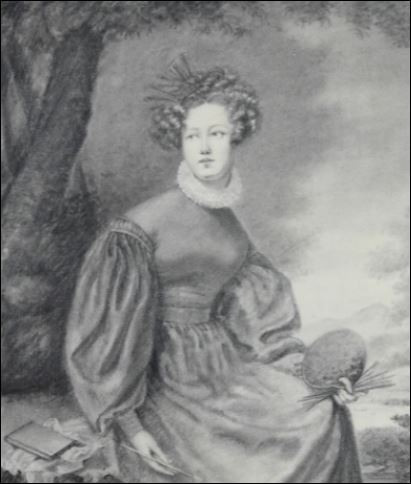
Mélanie Gaume

Nel 1833 sposa la pittrice Mélanie Gaume, con cui avrà quattro figli. Partecipa anche ai moti che porteranno alla nascita della Seconda Repubblica francese nel 1848, rimanendo anche ferito da una pallottola sulle barricate.
Fu deputato del Parlamento francese e, per breve tempo, ministro dell'agricoltura e del Commercio nel 1848, durante il governo di Odilon Barrot, incarico che abbandonò per contrasti con Luigi Napoleone. Bixio fu sempre avverso al futuro Napoleone III e dopo la sua ascesa imperiale abbandonò la politica, ritirandosi a vita privata, limitandosi a favorire le politiche unitarie italiane presso il governo francese, intessendo anche una profonda amicizia e collaborazione con Cavour e Costantino Nigra, favorendo la stipulazione degli accordi di Plombières.

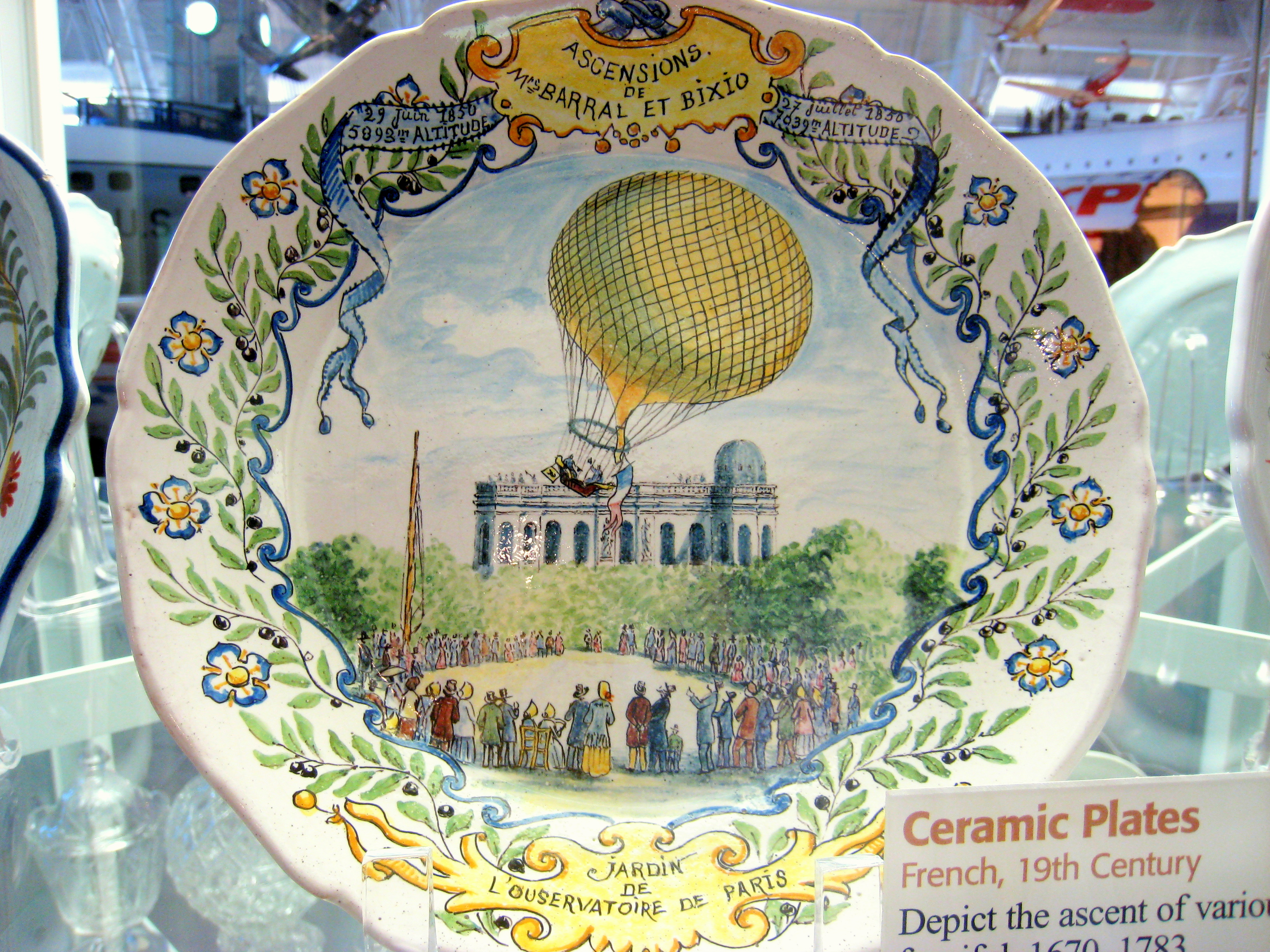
Piatto del XIX secolo decorato con una scena dell'ascensione di Bixio

Bixio effettuò alcune ascensioni con Jean-Augustin Barral a bordo di una mongolfiera riempita con elio, per studi meteorologici.